# Treindienstregeling 2012 in Nederland
Dienstregeling 2012 is de dienstregeling van de spoorwegondernemingen op de spoorlijnen in Nederland, voor het dienstregelingjaar dat is ingegaan op 11 december 2011.
Hieronder volgt een overzicht van de wijzigingen zoals die zijn voorgesteld door NS in de adviesaanvraag aan het Landelijk Overleg Consumentenbelangen Openbaar Vervoer (LOCOV) voor de dienstregeling 2012. Daarin wordt bericht dat eerder voor 2011 voorgestelde wijzigingen in dienstregeling 2012 doorgevoerd zullen worden.

## Nieuwe stations
Per dienstregeling 2012:
- Sassenheim (NS), tussen Leiden Centraal en Nieuw Vennep.
- Westervoort (Syntus), tussen Arnhem Velperpoort en Duiven.
- Hardinxveld Blauwe Zoom (Arriva), tussen Hardinxveld-Giessendam en Sliedrecht.
- Sliedrecht Baanhoek (Arriva), tussen Dordrecht Stadspolders en Sliedrecht.
- Eijsden (NMBS), tussen Maastricht Randwyck en Visé (heropend).

Per 16 april 2012:
- Boven-Hardinxveld (Arriva), tussen Gorinchem en Hardinxveld-Giessendam.

De opening van Halfweg-Zwanenburg (NS), tussen Amsterdam Sloterdijk en Haarlem Spaarnwoude, stond gepland voor 10 juni 2012, maar is wegens diverse omstandigheden verschoven naar 9 december 2012 met ingang van de Dienstregeling 2013.
Ook de opening van Maastricht Noord (Veolia), tussen Meerssen en Maastricht, is verschoven naar 9 december 2012. Dit station zou in eerste instantie in december 2011 openen.

## Dienstregeling 2012
Per dienstregeling 2012 waren er vooral wijzigingen rond de treindienst Amsterdam – Den Haag – Rotterdam – Vlissingen / Breda. Op een latere datum gaan er ook meer treinen rijden via de HSL-Zuid. De treinsoort Sneltrein is verdwenen op het hoofdrailnet en vervangen door Intercity's. Ook is de treinsoort Stoptrein verdwenen op het hoofdrailnet: de stoptreinen heten voortaan Sprinter. Een uitzondering hierop zijn de stop- en sneltreinen tussen Zwolle en Emmen. Omdat per 9 december 2012 (de ingang van Dienstregeling 2013) Arriva hier de dienst gaat uitvoeren en daarbij wel de namen stoptrein en sneltrein blijft gebruiken, rijdt de NS het laatste jaar op dat traject nog met een stop- en sneltrein.
Er zijn meer treinen tussen Leiden en Amsterdam Centraal via Haarlem gaan rijden in plaats van via Schiphol (onderdeel van de "omklap Oude Lijn"). De frequentie van toeslagvrije treinen tussen Amsterdam Centraal en Schiphol daalt van 7x tot 4x per uur. Voor een reis van Den Haag HS naar Schiphol moet vanaf een latere datum altijd worden overgestapt. De wijzigingen ten noorden van Dordrecht zijn definitief, ondanks bezwaren van het LOCOV tegen de lange overstaptijd (10 à 11 minuten) in Leiden tussen de Intercity Rotterdam – Haarlem – Amsterdam en de Intercity Den Haag Centraal – Schiphol – Amsterdam, terwijl door het vervallen van de rechtstreekse treinen vanuit Rotterdam en Den Haag HS naar Schiphol deze overstapverbinding een groter belang krijgt. De geplande wijzigingen ten zuiden van Dordrecht zijn onder voorbehoud; zij zijn afhankelijk van de beschikbaarheid van het V250-materieel dat moet gaan rijden op de HSL-Zuid.
In andere delen van het land blijft de dienstregeling 2012 grotendeels gelijk aan de dienstregeling 2011.

## Nieuwe lijnvoering Intercity's

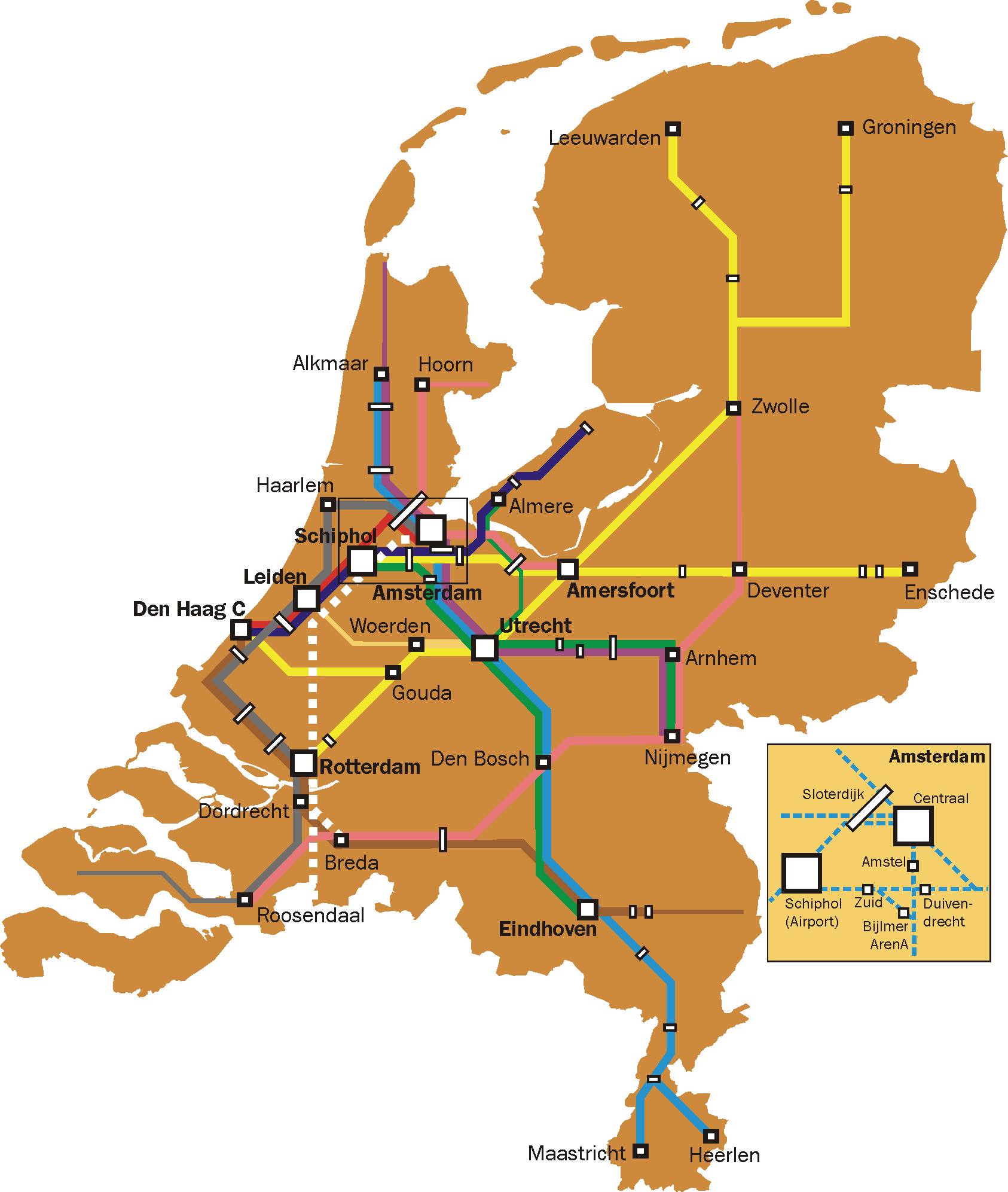
Intercitynetwerk 2012.

### TrajectdeelAmsterdam Centraal–Haarlem–Dordrecht
- De Intercity's tussen Amsterdam, Dordrecht en Vlissingen rijden voortaan via Haarlem in plaats van via Schiphol en stoppen op meer stations dan voorheen. Daardoor wordt samen met de voormalige sneltreinen (die nu ook Intercity worden genoemd) een kwartierdienst geboden. Dit betekent dat de Intercitytreinen Amsterdam – Dordrecht voortaan extra stoppen te Amsterdam Sloterdijk, Haarlem, Heemstede-Aerdenhout, Den Haag Laan v NOI, Delft, Schiedam Centrum en Rotterdam Blaak.
- De sneltrein reed voorheen 1x per uur (in de spits 2x per uur) door naar Breda, maar is op dit deel van het traject vervangen door een Sprinter Den Haag-Breda. Het LOCOV heeft vergeefs geadviseerd om deze trein (2x per uur) tot Breda te laten rijden, met het oog op het ontbreken van toiletten in de sprinter en om voor de stations tussen Breda en Dordrecht een snellere verbinding met Rotterdam en Den Haag te realiseren.

### TrajectdeelDordrecht–Roosendaal–Vlissingen
- De dienstregeling tussen Dordrecht en Vlissingen blijft voorlopig gehandhaafd volgens dienstregeling 2011. Vanaf het moment dat de trein Amsterdam – Brussel via de HSL gaat rijden wordt de dienstregeling ten zuiden van Dordrecht aangepast. De Intercity's uit Amsterdam rijden dan 2x per uur door tot Vlissingen en stoppen in Zeeland op alle stations.
- Deze Intercity's stoppen daarmee extra te Rilland-Bath, Krabbendijke, Kapelle-Biezelinge en Arnemuiden. De aparte sprinter komt daarmee te vervallen.

### Den Haag Centraal–Schiphol
Tussen Schiphol en Den Haag Centraal zullen de volgende intercity's samen een kwartierdienst gaan verzorgen:
- Intercity Den Haag Centraal – Amsterdam Centraal, stopt te Leiden Centraal, Schiphol, Amsterdam Lelylaan, Amsterdam Sloterdijk, 2x per uur (dit was de sneltrein)
- Intercity Den Haag Centraal – Lelystad, stopt te Leiden Centraal, Schiphol, Amsterdam Zuid, Duivendrecht, Almere Centrum en Almere Buiten, 2x per uur (nieuwe verbinding)
- De intercity Den Haag Centraal – Lelystad vervangt tussen Den Haag en Leiden de sneltrein richting Hoorn en tussen Leiden en Schiphol de hierboven genoemde intercity die nu via Haarlem rijdt.

Ondanks de "omklap" blijven er tussen Leiden en Schiphol 4x per uur treinen rijden zonder tussenstops.

## Nieuwe lijnvoeringSprinter

### Amsterdam Centraal–Haarlem
Tussen Amsterdam en Haarlem zullen 4 stoptreinen rijden. De kwartierdienst wordt uitgevoerd door:
- Sprinter Amsterdam Centraal – Haarlem – Zandvoort, 2x per uur
- Sprinter Amsterdam Centraal – Haarlem – Uitgeest, 2x per uur

### Den Haag Centraal–Leiden
Tussen Den Haag Centraal en Leiden komt een sprinter te rijden, dus samen 4x per uur:
- Sprinter Den Haag Centraal – Leiden Centraal – Haarlem, 2x per uur (huidige sprinter)
- Sprinter Den Haag Centraal – Leiden Centraal – Schiphol – Duivendrecht – Weesp – Almere Oostvaarders, 2x per uur (nieuwe verbinding). Deze vervangt tussen Den Haag en Leiden de sprinter (Dordrecht –) Den Haag HS – Leiden Centraal (– Weesp – Utrecht).

### Hoofddorp–Leiden
- De huidige stoptrein Utrecht Centraal – Hilversum – Weesp – Hoofddorp – Leiden Centraal – Dordrecht wordt ingekort tot Utrecht Centraal – Hilversum – Weesp – Hoofddorp.
- Deze treinserie zal in de spitsuren verder rijden naar Leiden en dan nog stoppen op Nieuw-Vennep – Sassenheim – Leiden Centraal.

Hierboven al genoemd:
- Sprinter Den Haag Centraal – Leiden Centraal – Schiphol – Duivendrecht – Weesp – Almere Oostvaarders, 2x per uur (nieuwe verbinding)
- In de spits rijden tussen Hoofddorp en Leiden dus vier in plaats van twee stoptreinen per uur (die ook stoppen op het nieuwe station Sassenheim).

### Den Haag Centraal–Dordrecht–Roosendaal/Breda
Tussen Den Haag Centraal en Dordrecht komen er 4 stoptreinen per uur.
- Sprinter Den Haag Centraal – Delft – Rotterdam Centraal – Dordrecht, buiten de spits, 2x per uur
- Sprinter Den Haag Centraal – Delft – Rotterdam Centraal – Dordrecht – Roosendaal, 1x per uur, in de spits 2x per uur
- Sprinter Den Haag Centraal – Delft – Rotterdam Centraal – Dordrecht – Breda, 1x per uur, in de spits 2x per uur

Tussen Den Haag Centraal en Den Haag HS komt er zo in totaal 6x per uur een verbinding (was 4x per uur). Hierbij zijn de intercity's tussen Venlo, Eindhoven, Breda, Rotterdam Centraal en Den Haag Centraal meegeteld.

## Plannen NS Hispeed

### Viahogesnelheidslijn Schiphol - Antwerpen
- Thalys Amsterdam Centraal – Schiphol – Rotterdam – Antwerpen-Centraal – Brussel-Zuid – Paris-Nord, 1x per uur (10x per dag)
- Fyra Amsterdam Centraal – Schiphol – Rotterdam – Antwerpen-Centraal – Brussel-Zuid, 1x per uur
- Fyra Amsterdam Centraal – Schiphol – Rotterdam – Breda, 2x per uur
- Fyra Amsterdam Centraal – Schiphol – Rotterdam, 2x per uur. Indien er bij de start onvoldoende materieel beschikbaar is, zullen deze treinen vervangen worden door een extra intercitytrein Amsterdam – Rotterdam via Den Haag HS.
- Fyra Den Haag – Rotterdam – Breda – Noorderkempen (B) – Antwerpen Centraal (B)

## Noord-Holland
- De sneltrein Hoorn – Alkmaar – Haarlem – Den Haag Centraal is ingekort tot Hoorn – Alkmaar – Haarlem en is hernoemd tot Intercity. In de avonduren rijdt deze trein niet. In plaats daarvan rijdt er een sprinter Hoorn – Alkmaar – Uitgeest, die doorrijdt als sprinter Uitgeest – Haarlem – Amsterdam Centraal. Tussen Hoorn en Alkmaar rijdt deze sprinter 1x per uur, tussen Alkmaar en Uitgeest 2x per uur.
- De sprinter Rotterdam Centraal – Gouda – Amsterdam Centraal – Uitgeest rijdt in de avonduren en op zondag niet meer door naar Alkmaar. Om ervoor te zorgen dat het station Heiloo op deze tijden toch een rechtstreekse verbinding heeft met Amsterdam, stopt de Intercity Den Helder – Alkmaar – Amsterdam Centraal – Nijmegen op die uren extra in Heiloo.
- De Intercity's Maastricht / Heerlen – Eindhoven – Amsterdam Centraal – Alkmaar (– Schagen) stoppen nu in de spits in beide richtingen op Alkmaar Noord en Heerhugowaard. Voorheen stopten deze treinen alleen in de spitsrichting op deze twee stations.

## Overige wijzigingen
- Arriva: Op de lijn Dordrecht – Geldermalsen worden diverse nieuwe stations geopend. Tussen Dordrecht en Gorinchem laat Arriva 4x per uur een stoptrein rijden.
- Connexxion: Tussen Amersfoort en Ede-Wageningen zal Connexxion in een later stadium mogelijk station Hoevelaken in gebruik nemen.
- Intercity / ICE: Tussen Utrecht Centraal en Arnhem zijn intercity's en sprinters 1 minuut en de ICE 3 minuten sneller geworden.
- NMBS: Tussen Maastricht en Luik rijdt de intercity Brussel – Luik – Maastricht niet meer, omdat deze is ingekort tot Wezet (in Nederland beter bekend als Visé). Door die inkorting komt de trein niet meer op Nederlands grondgebied. Ter vervanging is een stoptrein Maastricht – Luik ingelegd, die ook stopt te Maastricht Randwyck en Eijsden. Eijsden is hiermee weer voor reizigersvervoer geopend. In feite is daarmee de situatie van voor 2007 hersteld.